# Copa EuroAmericana 2013
La Copa EuroAmericana 2013 fue la primera edición del torneo intercontinental organizado por la empresa DirecTV. El mismo contó con la participación de once equipos, 8 provenientes del continente americano, los cuales fueron locales de tres combinados europeos, los españoles Atlético de Madrid, el Sevilla FC y el F.C. Porto portugués.
Tras los ocho partidos, Europa se consagró campeón al vencer en seis partidos, siendo los únicos representantes americanos que lograron vencer Atlético Nacional y Estudiantes de La Plata, el primero derrotando al Sevilla F. C. por penales, y el  segundo al Atlético de Madrid por 1 a 0.

## Formato de competencia
Los equipos americanos se enfrentaron una vez a los equipos europeos, consagrándose campeón parcial el equipo vencedor y sumando un punto al continente del cual provienen. Una vez disputados los ocho partidos, se realizó un conteo general de puntos por continentes consagrando campeón aquel que más puntos hubiese conseguido.
El equipo ganador de cada partido del torneo recibió un trofeo de campeón parcial. En el último partido de la competición, el equipo que represente al continente ganador se llevó el trofeo original.

## Sedes
Las siguientes ciudades albergaron los partidos del torneo: Bogotá, Lima, La Plata, Guayaquil, Montevideo, Santiago, Puerto La Cruz y Medellín.
| Bogotá             | Lima                            | La Plata                        | Guayaquil                 |
| ------------------ | ------------------------------- | ------------------------------- | ------------------------- |
| Estadio El Campín  | Estadio Nacional del Perú       | Estadio Ciudad de La Plata      | Estadio Monumental        |
| Colombia           | Perú                            | Argentina                       | Ecuador                   |
| Capacidad: 40.000  | Capacidad: 46.700               | Capacidad: 53.900               | Capacidad: 70.000         |
|                    |                                 |                                 |                           |
| Montevideo         | Santiago                        | Puerto La Cruz                  | Medellín                  |
| Estadio Centenario | Estadio San Carlos de Apoquindo | Estadio José Antonio Anzoátegui | Estadio Atanasio Girardot |
| Uruguay            | Chile                           | Venezuela                       | Colombia                  |
| Capacidad: 65.235  | Capacidad: 12.000               | Capacidad: 40.000               | Capacidad: 47.739         |
|                    |                                 |                                 |                           |

## Equipos participantes
Los siguientes son los clubes confirmados para la primera edición 2013:
| Continente | País      | Equipo               |
| ---------- | --------- | -------------------- |
| América    | Argentina | Estudiantes          |
| América    | Colombia  | Atlético Nacional    |
| América    | Colombia  | Millonarios          |
| América    | Chile     | Universidad Católica |
| América    | Ecuador   | Barcelona            |
| América    | Perú      | Sporting Cristal     |
| América    | Uruguay   | Nacional             |
| América    | Venezuela | Deportivo Anzoátegui |
| Europa     | España    | Atlético de Madrid   |
| Europa     | España    | Sevilla              |
| Europa     | Portugal  | Porto                |

## Partidos
| 20 de julio de 2013 - 17:30 (UTC-4) | Universidad Católica | 0:2 (0:0) | Sevilla                  | Estadio San Carlos de Apoquindo, Santiago                  |                                                            |
|                                     |                      |           | M. Marin 60' · Jairo 83' | Asistencia: 15 000 espectadores Árbitro(s): Eduardo Gamboa | Asistencia: 15 000 espectadores Árbitro(s): Eduardo Gamboa |

| 21 de julio de 2013 - 19:00 (UTC-4:30) | Deportivo Anzoátegui              | 2:4 (1:0) | Porto                                                            | Estadio José Antonio Anzoátegui, Puerto La Cruz          |                                                          |
|                                        | E. Aguilar 39' · J. Fuenmayor 62' |           | J. Martínez 53' · E. Mangala 63' · S. Varela 65' · S. Varela 90' | Asistencia: 10 000 espectadores Árbitro(s): Maikel Gómez | Asistencia: 10 000 espectadores Árbitro(s): Maikel Gómez |

| 23 de julio de 2013 - 19:30 (UTC-5) | Atlético Nacional                                                        | 1:1 (1:0) (4:3 p.)         | Sevilla                                                       | Estadio Atanasio Girardot, Medellín                      |                                                          |
|                                     | S. Cárdenas 44'                                                          |                            | Coke 65'                                                      | Asistencia: 20 000 espectadores Árbitro(s): Adrián Vélez | Asistencia: 20 000 espectadores Árbitro(s): Adrián Vélez |
|                                     |                                                                          | Tiros desde el punto penal |                                                               |                                                          |                                                          |
|                                     | F. Uribe · D. Arias · F. Nájera · J. Valencia · W. Guisao · O. Murillo · |                            | I. Rakitić · A. Moreno · Coke · Jairo · C. Bacca · A. Cotán · |                                                          |                                                          |

| 24 de julio de 2013 - 21:30 (UTC-5) | Millonarios | 0:4 (0:1) | Porto                                | El Campín, Bogotá                                     |                                                       |
|                                     |             |           | Danilo 28' 52' 72' · J. Martínez 85' | Asistencia: 22 000 espectadores Árbitro(s): Juan Soto | Asistencia: 22 000 espectadores Árbitro(s): Juan Soto |

| 26 de julio de 2013 - 19:30 (UTC-5) | Barcelona            | 1:3 (1:0) | Sevilla                                  | Estadio Monumental, Guayaquil                                   |                                                                 |
|                                     | L. Caicedo 2' (pen.) |           | N. Pareja 71' · Jairo 79' · C. Bacca 85' | Asistencia: 5 000 espectadores Árbitro(s): Víctor Hugo Carrillo | Asistencia: 5 000 espectadores Árbitro(s): Víctor Hugo Carrillo |

| 27 de julio de 2013 - 15:30 (UTC-3) | Estudiantes   | 1:0 (1:0) | Atlético de Madrid | Estadio Ciudad de La Plata, La Plata                      |                                                           |
|                                     | D. Zapata 23' |           |                    | Asistencia: 37 000 espectadores Árbitro(s): Darío Ubriaco | Asistencia: 37 000 espectadores Árbitro(s): Darío Ubriaco |

| 31 de julio de 2013 - 22:00 (UTC-5) | Sporting Cristal | 0:1 (0:0) | Atlético de Madrid | Estadio Nacional del Perú, Lima                        |                                                        |
|                                     |                  |           | M. Suárez 77'      | Asistencia: 19 500 espectadores Árbitro(s): Ómar Ponce | Asistencia: 19 500 espectadores Árbitro(s): Ómar Ponce |

| 4 de agosto de 2013 - 15:00 (UTC-3) | Nacional | 0:2 (0:0) | Atlético de Madrid | Estadio Centenario Montevideo, Montevideo                |                                                          |
|                                     |          |           | Baptistão 52' 79'  | Asistencia: 48 000 espectadores Árbitro(s): Saúl Laverni | Asistencia: 48 000 espectadores Árbitro(s): Saúl Laverni |

## Campeones

### Resultado del torneo
- Victoria de Europa sobre América por seis partidos a dos.

| América 2 | Europa 6 |

- Se proclaman campeones los equipos europeos: Atlético de Madrid, FC Porto y Sevilla FC.

- El Club Atlético de Madrid recibió el Trofeo James & Thomas Hogg,[5] en representación de los clubes europeos.[6] A los equipos Sevilla FC y FC Porto se les entregó una réplica del trofeo.

### Campeones parciales
En cada encuentro el vencedor del partido recibe el Trofeo DirecTV de campeón, patrocinado por DIRECTV.
| \| \| Lugar \| Fecha \| Campeón \| \| ------------- \| ------------------------- \| ------------------- \| ------------------ \| \| Partido 1 \| Santiago de Chile, Chile \| 20 de julio de 2013 \| Sevilla \| \| Partido 2 \| Puerto La Cruz, Venezuela \| 21 de julio de 2013 \| Porto \| \| Partido 3[7] \| Medellín, Colombia \| 23 de julio de 2013 \| Atlético Nacional \| \| Partido 4[8] \| Bogotá, Colombia \| 24 de julio de 2013 \| Porto \| \| Partido 5 \| Guayaquil, Ecuador \| 26 de julio de 2013 \| Sevilla \| \| Partido 6 \| La Plata, Argentina \| 27 de julio de 2013 \| Estudiantes \| \| Partido 7[9] \| Lima, Perú \| 31 de julio de 2013 \| Atlético de Madrid \| \| Partido 8[10] \| Montevideo, Uruguay \| 4 de agosto de 2013 \| Atlético de Madrid \| | 2 trofeos DIRECTV: - Sevilla (Europa). - Atlético de Madrid (Europa). - Porto (Europa). 1 trofeo DIRECTV: - Atlético Nacional (América). - Estudiantes (América). |                     |                    |
| | Lugar | Fecha               | Campeón            |
| Partido 1 | Santiago de Chile, Chile | 20 de julio de 2013 | Sevilla            |
| Partido 2 | Puerto La Cruz, Venezuela | 21 de julio de 2013 | Porto              |
| Partido 3 | Medellín, Colombia | 23 de julio de 2013 | Atlético Nacional  |
| Partido 4 | Bogotá, Colombia | 24 de julio de 2013 | Porto              |
| Partido 5 | Guayaquil, Ecuador | 26 de julio de 2013 | Sevilla            |
| Partido 6 | La Plata, Argentina | 27 de julio de 2013 | Estudiantes        |
| Partido 7 | Lima, Perú | 31 de julio de 2013 | Atlético de Madrid |
| Partido 8 | Montevideo, Uruguay | 4 de agosto de 2013 | Atlético de Madrid |

## Tabla de goleadores
|   | Jugador          | Equipo             | Goles |
| - | ---------------- | ------------------ | ----- |
| 1 | Danilo           | Porto              | 3     |
| 2 | Léo Baptistão    | Atlético de Madrid | 2     |
| 2 | Jackson Martínez | Porto              | 2     |
| 2 | Silvestre Varela | Porto              | 2     |
| 2 | Jairo Samperio   | Sevilla            | 2     |